# Урлуя
Урлуя (рум. Urluia) — село у повіті Констанца в Румунії. Входить до складу комуни Адамклісі.
Село розташоване на відстані 149 км на схід від Бухареста, 58 км на захід від Констанци, 147 км на південь від Галаца.

## Населення
За даними перепису населення 2002 року у селі проживали 328 осіб, усі — румуни. Усі жителі села рідною мовою назвали румунську.